# Movimento per l'Indipendenza della Sicilia
Il Movimento per l'Indipendenza della Sicilia (MIS) è stato un movimento politico indipendentista attivo in Sicilia tra il 1943 e il 1951, che auspicava alla realizzazione di uno stato siciliano separato dallo Stato Italiano.

## Storia del MIS

### Nascita e dinamiche del movimento
Il movimento nacque nel settembre del 1942, come Comitato per l'Indipendenza della Sicilia, prendendo spunto dai Vespri Siciliani. Il primo Presidente fu Andrea Finocchiaro Aprile e nel movimento confluirono esponenti politici eterogenei, fra cui il socialista rivoluzionario Antonino Varvaro, e leader separatisti furono anche intellettuali e grandi proprietari terrieri: il barone Lucio Tasca Bordonaro poi nominato sindaco di Palermo dagli Alleati, e autore di un testo nel 1943, Elogio del latifondo siciliano, che divenne il manifesto del separatismo, e poi il duca di Gualtieri Giuseppe Avarna, Stefano La Motta barone di Monserrato, i monarchici Francesco Paternò Castello duca di Carcaci e il principe Giovanni Alliata, il barone Nino Cammarata. Altri dirigenti di rilievo furono Attilio Castrogiovanni, Rosario Fasanaro, Antonino Di Matteo (nonno del futuro magistrato Nino Di Matteo) e Sirio Rossi, Concetto Gallo, Rosario Cacopardo e Antonio Canepa, poi comandante dell'Esercito Volontario per l'Indipendenza della Sicilia.

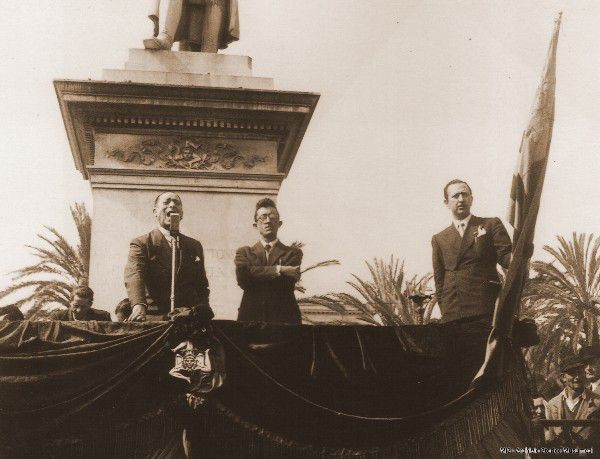
Comizio del MIS a Palermo. Da sinistra: Andrea Finocchiaro Aprile, Attilio Castrogiovanni, Concetto Gallo.

Il movimento si mise in evidenza all'indomani dell'armistizio di Cassibile, quando nel caos della guerra lo Stato italiano aveva di fatto abbandonato la Sicilia e l'esercito alleato non aveva completato l'occupazione militare. Finocchiaro Aprile a ottobre chiese l'abdicazione di Vittorio Emanuele III e il 9 dicembre accolse le adesioni di una decina di deputati siciliani. Nella primavera del 1944, per imprimere maggior vigore alla lotta il CIS verrà sciolto per dar luogo al Movimento per l'Indipendenza della Sicilia (MIS). In questo clima di importanti aspettative vi erano inoltre notevoli pressioni esercitate dai servizi segreti sia americani sia inglesi per cercare di attirare ciascuno nella rispettiva sfera d'influenza l'isola indipendente. Infatti, l'amministrazione degli Alleati vietò ogni attività politica, tollerando però l'esistenza del MIS.

### Il passaggio alla lotta armata
Nell'autunno del 1944, durante il primo congresso che si celebrò a Taormina, venne presa la decisione di passare alla lotta armata, anche in risposta alle continue e arbitrarie violenze (si veda ad esempio la strage di via Maqueda che si consumò a Palermo proprio durante il primo congresso indipendentista) che venivano perpetrate dalle forze dell'ordine italiane ai danni di sedi ed esponenti del MIS. Sotto la spinta dell'ala oltranzista, il MIS tentò l'insurrezione separatista con la formazione nel febbraio 1945 di un gruppo paramilitare, l'Esercito Volontario per l'Indipendenza della Sicilia (EVIS), e per contrastarla il governo inviò in Sicilia anche reparti dell'Esercito Italiano. Il 17 giugno 1945 in uno scontro a fuoco con i Carabinieri cadeva il comandante dell'EVIS Antonio Canepa insieme a Carmelo Rosano e Giuseppe Lo Giudice. Il suo posto fu preso da Concetto Gallo, che portò quell'anno a un'alleanza militare con il banditismo e la banda di Salvatore Giuliano. Giuliano fu nominato colonnello dell'EVIS e compì diversi attacchi alle stazioni dei Carabinieri di Bellolampo, Pioppo, e Montelepre, che furono occupate e i carabinieri uccisi.
Vi furono numerosi scontri tra le truppe dell’EVIS e le forze armate italiane, compreso l’eclatante episodio della battaglia di San Mauro, avvenuta il 29 dicembre 1945 nei pressi di Caltagirone.
Nel settembre del 1945 numerosi mafiosi, fra cui Calogero Vizzini, Giuseppe Genco Russo, Michele Navarra, Francesco Paolo Bontate, Gaetano Filippone, il quattordicenne Pippo Calò e il diciassettenne Tommaso Buscetta, confluirono nel MIS nel corso di una riunione a casa del barone latifondista Lucio Tasca e decisero di utilizzare i gruppi di banditi che battono la campagna per rinsanguare il loro braccio armato, l'EVIS; presto Vizzini insieme agli altri esponenti (avversati dai dirigenti del MIS Attilio Castrogiovanni e Antonino Varvaro) a partire dal 1946 lasceranno il MIS per garantire il loro appoggio ai rinascenti partiti italiani, in primis la Democrazia Cristiana. Anche i leader separatisti Lucio Tasca Bordonaro e Concetto Gallo vennero in seguito indicati come affiliati all'organizzazione mafiosa: in un rapporto segreto del 18 febbraio 1946, il generale dei Carabinieri Amedeo Branca scrisse:

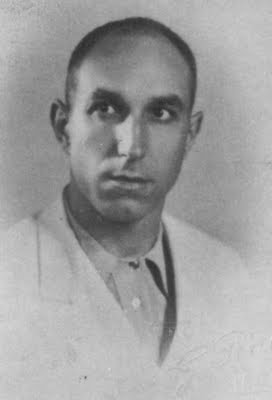
Antonio Canepa, fondatore e comandante dell’EVIS

Dal febbraio del 1944 la Sicilia era retta da un Alto Commissario. Dopo il lavoro di un'apposita Consulta entro la quale operarono tra gli altri Giovanni Guarino Amella e Giuseppe Alessi, il 15 maggio 1946 il re Umberto II promulgò un decreto legislativo che riconosceva alla Sicilia uno Statuto speciale di Autonomia. Lo Statuto verrà poi convertito in legge costituzionale il 26 febbraio 1948 dal parlamento della Repubblica Italiana.

### La partecipazione alle elezioni del ‘46-‘48

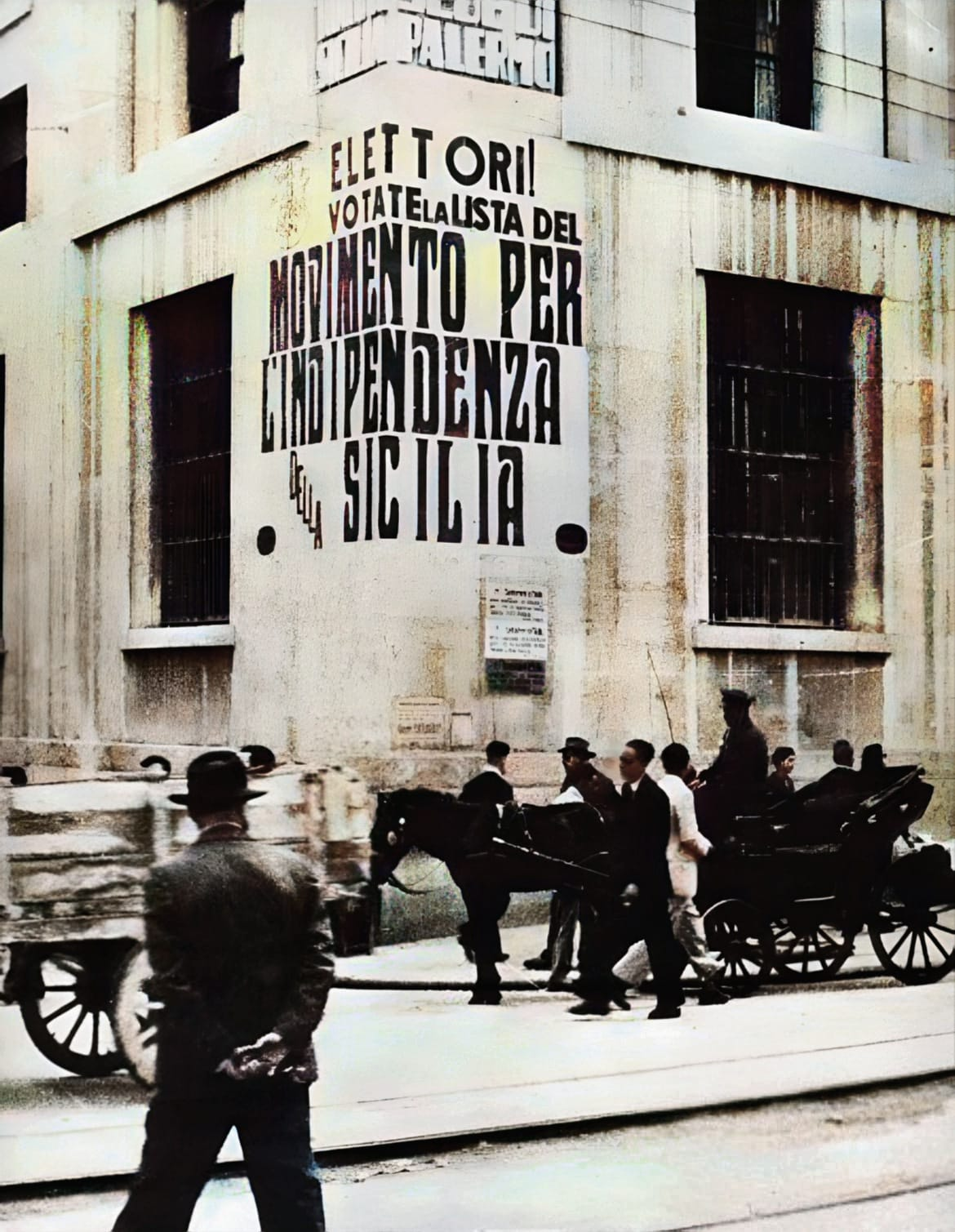
Propaganda separatista a Palermo

Alle elezioni per l'Assemblea Costituente del 2 giugno 1946, il MIS ebbe il battesimo elettorale e, presentatosi solo in Sicilia, ottenne lo 0,7% dei voti nazionali (8,7% in Sicilia) e quattro seggi. Il logo era un cerchio con la triscele al centro. Vennero eletti Andrea Finocchiaro Aprile (34.068 voti), Antonino Varvaro (18.520), Concetto Gallo (14.749) e Attilio Castrogiovanni (10.514).
Durante il III Congresso del movimento tenutosi nel febbraio del 1947 a Taormina (ME), venne espulso Antonino Varvaro, ex segretario del movimento e capo della corrente di sinistra, dalla quale si dissociò però il Partito Comunista Siciliano del futuro segretario del MIS Francesco Mazza, su decisione della maggioranza. I motivi non vennero mai chiariti: secondo alcuni per la spinta dei latifondisti che premevano per una svolta più autoritaria a destra, secondo altri a causare l'espulsione furono le pressioni politiche esercitate su Varvaro e sua moglie dal Partito Comunista Italiano, avendo questi assunto una posizione progressivamente provocatoria e di contestazione nei confronti della leadership di Finocchiaro Aprile. In sostituzione di Antonino Varvaro venne eletto segretario Attilio Castrogiovanni. Successivamente Varvaro, insieme ad Anselmo Crisafulli e altri dissidenti fondarono il Movimento Indipendentista Democratico Repubblicano (MIDR). Il movimento di Varvaro, che non ebbe nessun eletto all'ARS, si sciolse dopo poco tempo.

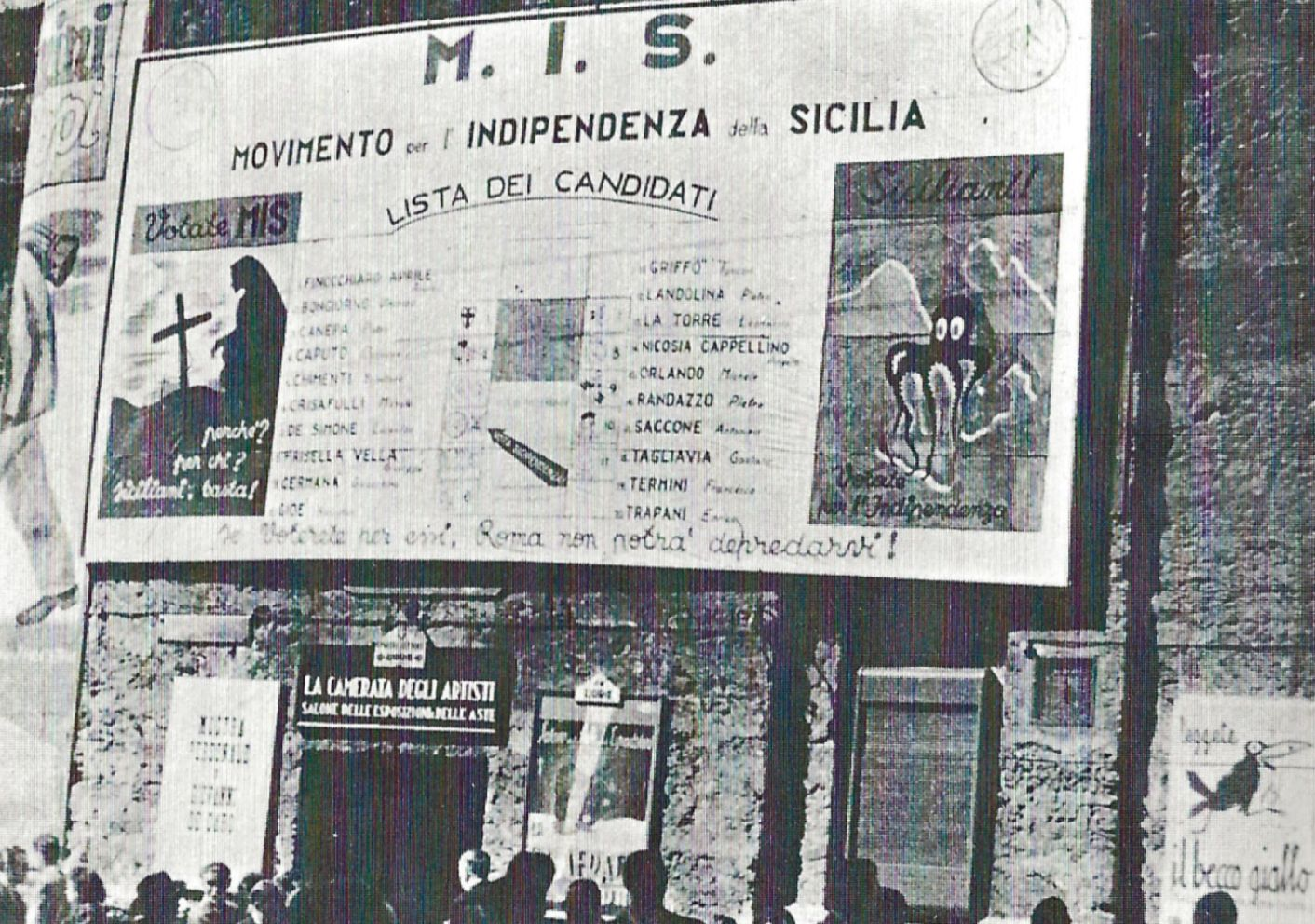
Manifesto elettorale del MIS per le elezioni politiche del 1946

Il MIS partecipò quindi alle prime elezioni regionali siciliane del 20 aprile 1947, dove rimase fermo ai risultati del 1946, con 171.470 voti (8,8%) e ottenne nove deputati all'Assemblea regionale siciliana: Andrea Finocchiaro Aprile (nel 1948 sostituito da Vincenzo Bongiorno), Gioacchino Germanà, Concetto Gallo, Attilio Castrogiovanni, Giuseppe Caltabiano, Rosario Cacopardo, Gaetano Drago, Francesco Paolo Lo Presti e Pietro Landolina.
In occasione delle elezioni politiche del 1948 il MIS dette vita, insieme a varie formazioni territoriali, all'Unione Movimenti Federalisti: la lista ricevette 52 000 voti (pari al 2,1% in Sicilia e allo 0,20% su scala nazionale) senza conseguire alcun seggio; Finocchiaro Aprile, candidato nella circoscrizione di Palermo, non fu dunque rieletto.

### La fine
Dopo la bocciatura elettorale Finocchiaro Aprile si dimise da presidente del Movimento per l'indipendenza siciliana, ormai ridotto ad una semplice sigla.
Quel che restava del movimento alle elezioni regionali in Sicilia del 1951, presentatosi solo nel collegio di Catania, non ottenne nessun seggio.

### La rifondazione
Il 22 aprile 2004 viene rifondato.

## Congressi
- I Congresso - Taormina, 2 novembre 1944
- II Congresso - Palermo, 14-16 aprile 1945
- III Congresso - Taormina, 31 gennaio-3 febbraio 1947
- IV Congresso - Taormina, 22-24 luglio 1950

## Deputati del MIS

### 1946: Assemblea Costituente
1. Attilio Castrogiovanni
2. Andrea Finocchiaro Aprile
3. Concetto Gallo
4. Antonino Varvaro

### 1947: Assemblea Regionale Siciliana
1. Rosario Cacopardo
2. Giuseppe Caltabiano, passato poi al MISDR
3. Attilio Castrogiovanni
4. Gaetano Drago (lasciò il Mis nel 1948)
5. Andrea Finocchiaro Aprile (dimessosi nel 1948)
6. Concetto Gallo
7. Gioacchino Germanà, passato nel 1948 al PLI
8. Pietro Landolina
9. Francesco Paolo Lo Presti (fino al 1948)

- proclamati nel corso della legislatura:
  - Vincenzo Bongiorno, subentrato il 9 marzo 1948 ad Andrea Finocchiaro Aprile, dimissionario il giorno 2
  - Vincenzo Faranda, subentrato il 15 marzo 1949 a Francesco Paolo Lo Presti, deceduto l'8 agosto 1948[8]

## Risultati elettorali

### Assemblea costituente
| Elezione       | Voti    | %    | Seggi   |
| -------------- | ------- | ---- | ------- |
| Politiche 1946 | 171.201 | 0,74 | 4 / 556 |

### Assemblea regionale siciliana
| Elezione       | Voti    | %    | Seggi  |
| -------------- | ------- | ---- | ------ |
| Regionali 1947 | 171.470 | 8,80 | 9 / 90 |
| Regionali 1951 | 772     | 0,04 | 0 / 90 |
| Regionali 1955 | N.D.    | N.D. | N.D.   |
| Regionali 1959 | 2.254   | 0,09 | 0 / 90 |
| Regionali 1963 | 2.394   | 0,10 | 0 / 90 |
| Regionali 1967 | 1.246   | 0,05 | 0 / 90 |